# Далер Аландских островов

Аверс 100 аландских далеров 1991 года

Далер Аландских островов — денежная единица, которую предполагали ввести в обращение на Аландских островах. Сами острова представляют собой автономную территорию населённую преимущественно финскими шведами в составе Финляндии. В 1991 году, на фоне усиления движения за отсоединение от Финляндии, местные власти предложили ввести собственную региональную валюту «далер». Они даже инициировали выпуск 100 тысяч монет номиналом в 10, 50 и 100 далеров. Их особенностью стало указание двух номиналов — в далерах на аверсе и марках на реверсе. Центральное правительство Финляндии выступило резко против. В результате выпуск предположительно уничтожили. Имеются свдения об единичных уцелевших аландских далерах 1991 года. 1 января 1993 года островам была предоставлена ещё более широкая автономия. Монетарная политика оставалась исключительно в ведении центрального правительства.